# Ardipithecus ramidus
Ardipithecus ramidus är en utdöd art i familjen människoapor. Den beskrevs efter ett fossil av en hona, i dagligt tal kallad Ardi, som är det äldsta inte alltför omstridda fossilfyndet på människans släktgren (hominid/hominin). Den levde för cirka 5,4 – 4,4 miljoner år sedan, en miljon år tidigare än de dittills som äldst ansedda kvarlevorna av en annan art i samma släktgren, Australopithecus afarensis (fossilet Lucy). Den nya arten beskrevs 1994 och hittades i Etiopien. Man har hittat fossil av åtminstone 36 individer, inklusive ett partiellt skelett. Nya omfattande fynd presenterades i oktober 2009. A. ramidus är sannolik ana till Australopithecus och människan.
A. ramidus har likheter med både tidigare människoapor och Australopithecus. Kroppsligt sett är den inte så lik schimpansen som man hade kunnat vänta sig, utan är byggd för ett annat sätt att röra sig. Skelettets form antyder att Ardi kunde både gå och klättra, men vetenskapen är t v osäker på om Ardi verkligen var det man menar med en gångare. Bäckenet är en mellanform mellan en fyrfota apas och en människas. Tänderna visar större likheter med Australopithecus. Man tror att arten var skogslevande och den huvudsakliga dieten bestod av frukt. Att Ardipithecus kanske haft upprätt gång fick forskare att börja fundera och ifrågasätta de tidigare teorierna att den bipedala gången utvecklades genom att människan flydde ut på savannen. 
Det finns dock forskare som tror att Ardipithecus kan ha varit en förfader till schimpanserna.[källa behövs] Det baseras dels på att de fossila hannar som hittades på samma plats som Ardi hade stora hörntänder och dels på att Ardi själv hade griptår. En kroppshållning mittemellan människor och knoggående apor är förresten standard hos helt trädklättrande stora apor som orangutanger och bonobos, och skillnader i sättet att sätta knogarna i marken mellan schimpanser och gorillor visar att den sista gemensamma förfadern för alla afrikanska stora apor inte var knoggångare.